# Gut Erpenbeck
Koordinaten: 52° 8′ 14″ N, 7° 48′ 2″ O
Das Naturschutzgebiet Gut Erpenbeck liegt auf dem Gebiet der Gemeinde Ladbergen und der Stadt Lengerich im Kreis Steinfurt in Nordrhein-Westfalen. Das aus sieben Teilflächen bestehende Gebiet erstreckt sich östlich des Kernortes Ladbergen und südwestlich der Kernstadt Lengerich entlang des Ladberger Mühlenbaches zu beiden Seiten der Landesstraße L 811. Die B 475 verläuft südlich.

## Bedeutung
Für Ladbergen und Lengerich ist seit 1992 ein 77,66 ha großes Gebiet unter der Kenn-Nummer ST-084 als Naturschutzgebiet ausgewiesen. Das Gebiet wurde unter Schutz gestellt
- zur Erhaltung, Entwicklung und Wiederherstellung von Lebensgemeinschaften und Biotopen, insbesondere für seltene und z. T. stark gefährdete landschaftsraumtypische Pflanzen und Pflanzengesellschaften der Fließ- und Stillgewässer und des feuchten Grünlandes und der daran angepassten z. T. stark gefährdeten Tierarten, u. a. Wat- und Wiesenvögel, Amphibien und Wirbellose,
- zur Erhaltung und Wiederherstellung einer naturnahen Bachaue in ihrer typischen Ausprägung mit feuchtem Grünland, Stillgewässern und Bruchwald und eines Parklandschaftskomplexes als Lebensraum für zahlreiche, z. T. gefährdete Pflanzen- und Tierarten.